# Jacques Lisfranc

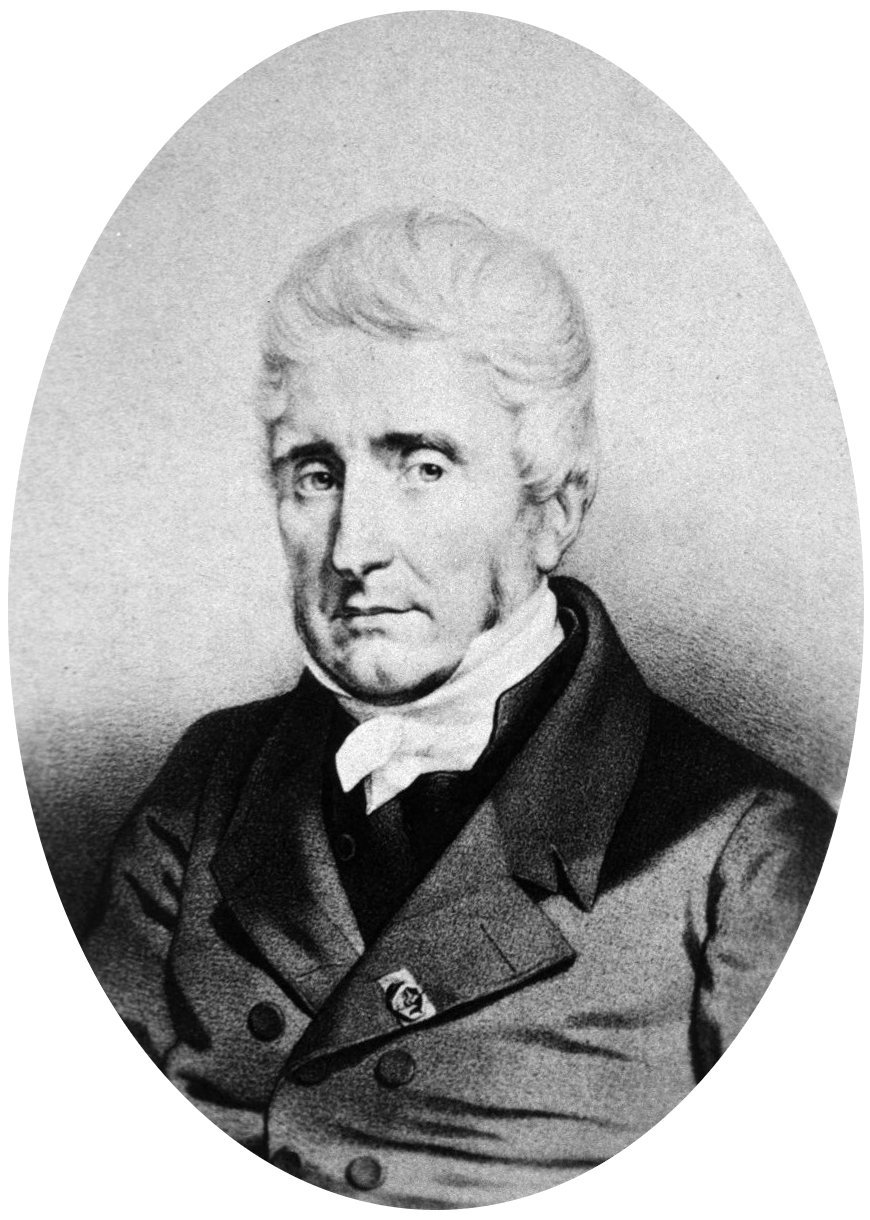
Jacques Lisfranc

Jacques Lisfranc, auch Jacques Lisfranc de Saint-Martin (* 2. April 1790 in Saint-Paul-en-Jarez; † 13. Mai 1847 in Paris), war ein französischer Chirurg.
Bekannt ist Lisfranc für die Luxationsfraktur des nach ihm benannten Tarsometatarsalgelenks. Seine Beschreibungen dieser Verletzung stammen aus seiner Zeit als Militärarzt in Napoleons Armee, als die Reiter scharenweise von ihren Pferden fielen. Manche blieben dabei in ihren Steigbügeln hängen, häufige Folge war ein Vorfußbruch und eine Verschiebung der Mittelfußknochen weg von den Fußwurzelknochen – die Lisfranc-Luxationsfraktur. Auch die nach ihm benannte Amputation wird an dieser Stelle zwischen Mittelfuß und Fußwurzelknochen vorgenommen.
Nach dem Militär arbeitete Lisfranc als Chirurg in Paris, wo dem geschickten Operateur zahlreiche äußerst schwierige Eingriffe gelangen. So resezierte er beispielsweise neun Rektumtumore vom Damm her. Dass dabei nur drei der Patienten starben, war für die damalige Zeit eine erstaunlich gute Quote. Im Jahr 1830 hatte er auch eine Rektumresektion durchgeführt, bei der er den Mastdarmstumpf als Anus sacralis in den Wundrand einnähte. Obwohl er fortschrittlich operierte, hielt auch Lisfranc an überholten Therapien wie dem Aderlass fest. Der ebenfalls in Paris lebende amerikanische Arzt und Schriftsteller O. W. Holmes beschrieb ihn als „einen großen Blutabzapfer und Abhacker von Körperteilen“ und sah ihn in einem „Blutrausch, wie er anordnete, seine Patienten samt und sonders zur Ader zu lassen, was auch immer ihnen fehlte“.
Als Professor für Chirurgie war er bekannt dafür, mit lauter, dröhnender Stimme zu unterrichten. Gerne attackierte er in seinen Vorlesungen seinen früheren Lehrer Guillaume Dupuytren. Sein Ansehen als Operateur, Wissenschaftler und Dozent war enorm.

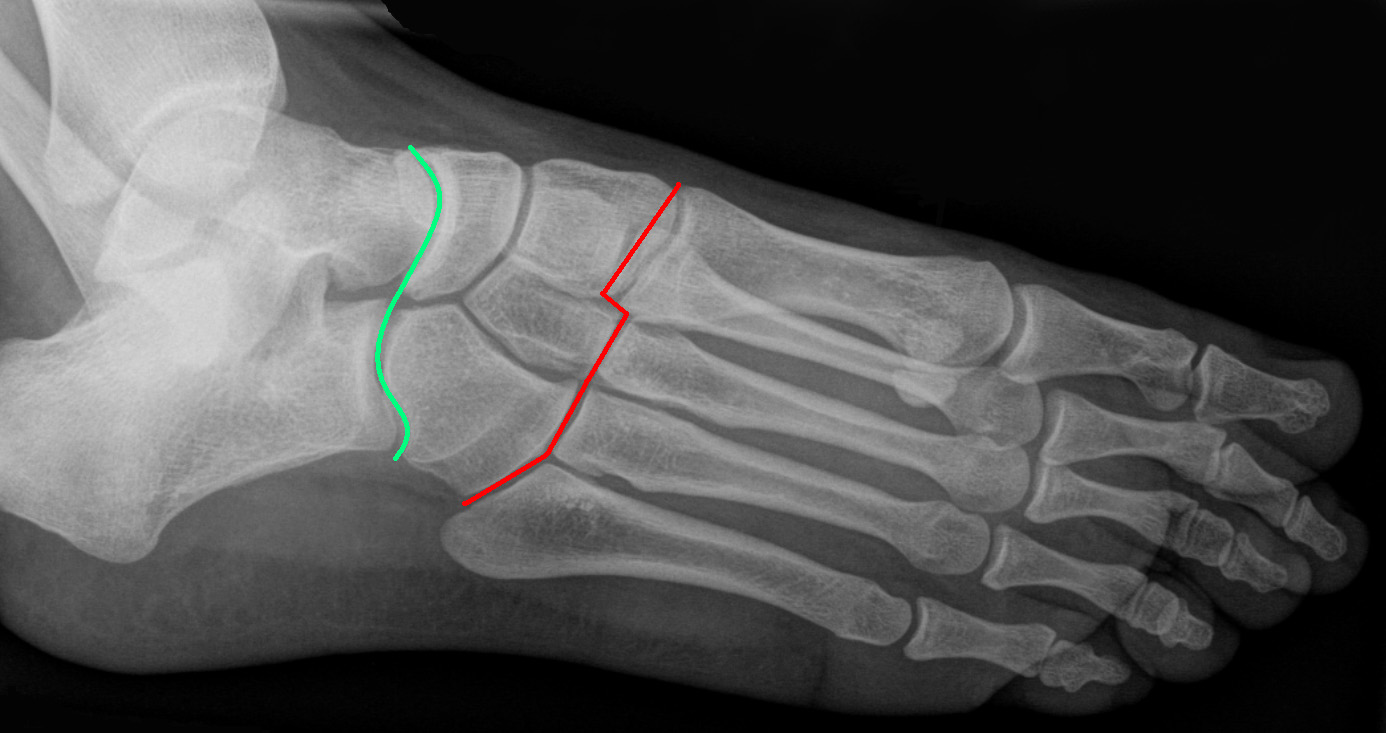
Chopart- (grün) und Lisfranc-Gelenke (rot) am Fuß.

Nach ihm ist die Lisfranc-Linie (Articulationes tarsometatarsales) am Fuß-Skelett benannt, entlang der eine Fußamputation möglich ist.
Ein renommierter Schüler von Jacques Lisfranc war der Syphilidologe Philippe Ricord (1800–1889).